# Cublac
Cublac – miejscowość i gmina we Francji, w regionie Nowa Akwitania, w departamencie Corrèze.
Według danych na rok 1990 gminę zamieszkiwało 1560 osób, a gęstość zaludnienia wynosiła 77 osób/km² (wśród 747 gmin Limousin Cublac plasuje się na 64. miejscu pod względem liczby ludności, natomiast pod względem powierzchni na miejscu 332.).

## Populacja

Populacja Cublac w latach 1962–2008